# Gir (Afrika)
Gir (altgriechisch Γείρ Geir, auch Ger und Girin) ist der antike Name eines Flusses in Afrika. Der römische Prätor Gaius Suetonius Paulinus, der 42 n. Chr. bei der Unterdrückung einer Revolte als erster Römer von Mauretania aus den Atlas überquerte, drang ein Stück in die dahinter liegenden Gebiete bis zum Fluss Gir vor. 
Die genaue Lage des Gir ist unklar. Eine Lokalisierung ist schwierig, 
- zum einen weil der Berg Atlas in der antiken Geographie keine genaue Lokalisierung ist,
- zum anderen, weil die libysche Wurzel g(h)er oder g(h)ir jede Art von Fließgewässer bezeichnet, daher ist es nicht sicher, ob nicht mehrere Flüsse im Inneren Afrikas mit einem Namen belegt wurden.[1]

Da der Gir als ein bedeutender Fluss mit beträchtlicher Ausdehnung beschrieben wird, zum Beispiel bei Ptolemäus und in der Peutingerschen Tafel, hat man versucht, den Gir mit dem Niger oder einem seiner Zuflüsse zu identifizieren. Das bleibt aber Spekulation.
Ptolemäus schreibt, dass der Fluss Geir das Usargala-Gebirge (Djebel Amur) mit der Garamantischen Kluft (Wadi el-Agial) verbinde. Dieser Geir wird mit dem Oued Djed  identifiziert. Der von Suetonius Paulinus erreichte Fluss Ger soll allerdings dem anschließend (4.6.14) von Ptolemäus genannten Fluss Nigeir entsprechen, der mit dem Oued Guir identifiziert wird.